# Héctor González
Héctor González Baeza (født 16. marts 1986) er en spansk tidligere professionel cykelrytter.

## Eksterne links
- Héctor González' profil på CycleBase (engelsk)
- Héctor González' profil på Cykelsiderne
- Héctor González' profil på Cycling Quotient (engelsk)
- Héctor González' profil på ProCyclingStats (engelsk)

| Cykling | Spire Denne biografi om en spansk cykelrytter er en spire som bør udbygges. Du er velkommen til at hjælpe Wikipedia ved at udvide den. |